# Thomas Ian Nicholas
Thomas Ian Nicholas (* 10. červenec 1980, Las Vegas, USA) je americký herec a zpěvák.

## Život
Narodil se v Las Vegas, jeho matka Marla Nicholas se živila tancem. Jeho bratr Tim Scarne je DJ a on sám má italský původ.

## Kariéra
Znám z je takových filmů, jako jsou Objev roku, Pravidla vášně, Halloween: Zmrtvýchvstání, ale především ze série teenagerovských komedií Prci, prci, prcičky, kde hrál roli Kevina Myerse.
Kromě filmu se věnuje i hudbě, v roce 2008 vydal své první album Without Warning.

## Filmografie
- 1992 - Radio Flyer
- 1993 - Objev roku
- 1999 - Prci, prci, prcičky
- 2000 - Adrenalin
- 2001 - Prci, prci, prcičky 2
- 2002 - Pravidla vášně, Halloween: Zmrtvýchvstání
- 2003 - Prci, prci, prcičky 3: Svatba
- 2012 - Prci, prci, prcičky: Školní sraz